# Johann Jenny
Johann Jenny (* 8. September 1857 in Uettligen; † 11. Dezember 1937 in Bern, reformiert, heimatberechtigt in Worblaufen) war ein Schweizer Politiker (FDP, BGB).

## Biografie
Johann Jenny kam am 8. September 1857 in Uettligen als Sohn des Grossbauern Johann Jenny Senior  und der Maria geborene Weibel zur Welt. Jenny absolvierte die Sekundarschule in Uettligen. In der Folge arbeitete er in der elterlichen Landwirtschaft mit, ehe er in Worblaufen die Leitung des Hofs und der Gastwirtschaft seiner Frau Anna Martha geborene Otti übernahm.  Ausserdem diente Jenny in der Schweizer Armee im Rang eines Obersten. Jenny verstarb am 11. Dezember 1937 drei Monate nach Vollendung seines 80. Lebensjahres in Bern.
Jenny gehörte auf kommunaler Ebene von 1893 bis 1897 dem Gemeinderat von Bolligen an. Später amtierte er zwischen 1914 und 1920 als Gemeindepräsident in Bolligen. Auf kantonaler Ebene sass Jenny zwischen 1886 und 1926 im Berner Grossen Rat. Dort vertrat er zunächst die Freisinnige Partei, bis er 1918 zur Bauern-, Gewerbe- und Bürgerpartei (BGB) überwechselte. Darüber hinaus war Jenny von den Parlamentswahlen 1890 bis zu jenen von 1935 im Nationalrat vertreten, den er vom 4. Dezember 1922 bis zum 3. Dezember 1923 präsidierte. Ferner fungierte er zwischen 1918 und 1935 im leitenden Ausschuss der BGB.
Daneben amtierte Jenny von 1889 bis 1936 als erster Präsident des von ihm gegründeten Verbandes der landwirtschaftlichen Genossenschaften des Kantons Bern (VLGB). Zudem wirkte er 1897 als Mitbegründer des Schweizerischen Bauernverbandes, dem er bis 1930 als Präsident vorstand. Unter seiner Präsidentschaft entwickelte sich der Bauernverband zu einem Machtfaktor in der Schweizerischen Wirtschaftspolitik. Als Parlamentarier engagierte er sich für die Revision des Landwirtschaftsgesetzes aus dem Jahr 1893, für Steuererleichterungen, Versicherungsleistungen und bäuerliche Preisbegehren. Johann Jenny appellierte aber auch an die bäuerliche Selbsthilfe.

## Werk
- Die soziale Frage und die Bauernschaft, 1896